# سوتلانا گریگوریان
سوتلانا روبنی گریگوریان (ارمنی: Սվետլանա Ռուբենի Գրիգորյան؛  ۳۰ سپتامبر ۱۹۳۰ – ۱۲ مهٔ ۲۰۱۴) یک بازیگر اهل ارمنستان بود. 

## زندگی‌نامه
وی از انستیتو هنرهای زیبا و تئاتر ایروان فارغ‌التحصیل شده است. وی برندهٔ جوایزی همچون مدال موسس خورناتسی، شهروند افتخاری ایروان، هنرمند مردمی ارمنستان شوروی و هنرمند شایسته ارمنستان شوروی شده است. وی در آرامستان مرکزی ایروان (توخماخ) به خاک سپرده شد.